# Гилаберт де Кастро
Guilhabert de Castres(* около 1165, † 1240) был катарским епископом Тулузы с 1226 по 1240 год. Возможно, он был отцом или старшим братом Изарна де Кастра, проповедника и богослова.

## Биография
Биографические данные о его личности крайне скудны и, вероятно,  не являются однозначно достоверными: в 1193 году упоминается, что он имел в Фанье дом, в котором жили «совершенные» («парфиты»). В 1204 году он упоминается как «филиус майор» («Старший сын - титул главного заместителя») Гаусельма, тогдашнего епископа Тулузы; в том же году он, как говорят, он принес консоламентум, единственное таинство катаров, четырем знатным дамам: Эсплармонде де Фуа, Оде де Фанжо, Фэй де Дюрфор и Реймонде де Сен-Жермен . В 1207 году он присутствовал на так называемом коллоквиуме Памье, последним крупным дебатом между католиками и катарами, в котором на католической стороне также выступал Доминик де Гусман, позже известный как святой Доминик. Спор формально закончился в пользу катаров, так как католической стороне не удалось убедить высшую знать Лагендока в безоговорочной правильности своего учения. Дебаты полностью прекратились лишь после убийства папского легата Пьера де Кастельно (Pierre de Castelnau), в котором католики сразу обвинили катаров и это послужило поводом для начала терорра в Лагендоке в ходе Альбигойского крестового похода.
Во время Альбигойского крестового похода (1209-1229) Гилаберт де Кастр должно быть бежал. В любом случае, он сбежал из осажденного города Кастельнодари в 1220 году с помощью Бернара Оттона де Ниор. В 1226 году он основал новое епископство в Поссэ - епархии Разес; в следующем году он появляется в Мирепо. В 1229-1232 годах он искал прибежище у семье Хунод де Ланта в замке Безу. В 1232 году он договорился с Раймонд де Периль, владыкой Монсегюра, «может ли в этом замке катарская церковь иметь свое место жительства, куда смогли бы приходить проповедники». Возможно Гилаберту де Кастро удалось спастись из осажденного Монсегюра в 1243-1244 году, так как его имя не упоминается среди пленных и приговоренных, но есть так же вероятность что он умер в Монсегюре до сдачи замка.

## Цитаты о Гилаберте де Кастре
Зоя Олденбург пишет в своей книге об истории движения катаров:
```
... Сам Гилаберт, похоже, был одной из величайших фигур в 13 веке во Франции. История действий этих преследуемых апостолов могла быть столь же богата духом и учениями, как у Францизска Азисского - они тоже были послами божественной любви...чья жизнь могла бы быть примером для людей в последующие столетия».)
```

## Веб-ссылки
- Катары в Окситании